# Atoconeura eudoxia
Atoconeura eudoxia é uma espécie de libelinha da família Libellulidae.
Pode ser encontrada nos seguintes países: Quénia e Uganda.
Os seus habitats naturais são: florestas secas tropicais ou subtropicais, florestas subtropicais ou tropicais húmidas de baixa altitude e rios.
Está ameaçada por perda de habitat.